# Tomáš Portyk
Tomáš Portyk (Jilemnice, 6 aprile 1996) è un combinatista nordico ceco.

## Biografia
Originario di Lomnice nad Popelkou, in Coppa del Mondo ha esordito il 12 gennaio 2013 a Chaux-Neuve (47º). Ha debuttato ai Campionati mondiali a Val di Fiemme 2013, dove si è classificato 10º nella gara a squadre dal trampolino normale, e ai Giochi olimpici invernali a Soči 2014, piazzandosi 32º nel trampolino normale, 25º nel trampolino lungo e 7º nella gara a squadre.
Ai Mondiali di Falun 2015 è stato 33º nel trampolino normale, 30º nel trampolino lungo, 8º sia nella gara a squadre dal trampolino normale, sia nella sprint a squadre dal trampolino lungo. L'anno successivo ha preso parte ai Mondiali juniores di Râșnov, vincendo la medaglia d'oro nella 5 km dal trampolino normale. Il 14 gennaio 2017 ha ottenuto in Val di Fiemme il primo podio in Coppa del Mondo (2º); ai successivi Mondiali di Lahti 2017 si è classificato 40º nel trampolino normale, 34º nel trampolino lungo, 11º nella gara a squadre dal trampolino normale e 8º nella sprint a squadre dal trampolino lungo.
Ai XXIII Giochi olimpici invernali di Pyeongchang 2018 si è classificato 24º nel trampolino normale, 19º nel trampolino lungo e 7º nella gara a squadre; nella stagione successiva ai Mondiali di Seefeld in Tirol è stato 28º nel trampolino normale, 33º nel trampolino lungo, 9º nella gara a squadre dal trampolino normale e 10º nella sprint a squadre dal trampolino lungo, mentre a quelli di Oberstdorf 2021 si è classificato 32º nel trampolino normale, 32º nel trampolino lungo e 8º nella gara a squadre. L'anno dopo ai XXIV Giochi olimpici invernali di Pechino 2022 si è piazzato 20º nel trampolino normale, 27º nel trampolino lungo e 7º nella gara a squadre; ai Mondiali di Planica 2023 è stato 32º nel trampolino lungo, 9º nella gara a squadre e non ha completato la gara nel trampolino normale.

## Palmarès

### Mondiali juniores
- 1 medaglia:
  - 1 oro (5 km dal trampolino normale a Râșnov 2016)

### Coppa del Mondo
- Miglior piazzamento in classifica generale: 26º nel 2016
- 1 podio (a squadre):
  - 1 secondo posto